# Realidade Oculta
"Realidade Oculta" (também conhecido como Dino Hazard: Realidade Oculta) é uma livro de ficção-científica escrita pelo paleontólogo brasileiro Tito Aureliano, publicado em 2015 numa tentativa de utilizar este gênero para divulgar ciência de ponta na área da Paleontologia para o público geral. Ao lado da esposa, Aline Ghilardi, Aureliano criou o blog e canal Colecionadores de Ossos.
O livro mistura o estilo literário obscuro do Romantismo de 2ª Geração (século 19), como em Frankenstein de Mary Shelley e Drácula de Bram Stoker, com o estilo de ficção clássica de H.G. Wells a Isaac Asimov, mantendo o passo épico de Júlio Verne e Arthur Conan Doyle. A obra marca o início da franquia Dino Hazard, que une os conhecimentos em Paleontologia do autor com narrativas de aventura e ficção científica.
A sinopse diz que tudo começa quando um diário de uma velha senhora do século 19, recuperado de um antigo manicômio, revela uma aventura fantástica de viagem no tempo, em que um grupo de cientistas é acidentalmente transportado ao Período Cretáceo. Eles são obrigados a encontrar uma rota de fuga, tentando interpretar o fenômeno que os levou até ali, enquanto sobrevivem em meio a dinossauros e outras ameaças de um mundo extinto.
O livro foi primeiramente lançado em versão Kindle, em dezembro de 2015. A versão mais atual foi publicada no segundo semestre de 2016 pela Editora Novo Século com o selo 'Novos Talentos da Literatura Brasileira', sendo primeiramente apresentado ao público de leitores na Bienal Internacional do Livro de São Paulo. Uma prequel intitulada Dino Hazard: Chronos Blackout esteve em produção entre 2020 e 2023. O Estúdio Bone Collectors produziu um RPG eletrônico para computadores e consoles, sob a direção e autoria de Tito Aureliano e Aline Ghilardi, com lançamento em dezembro de 2023.

## Histórias em quadrinhos
Uma adaptação para os quadrinhos intitulada "Dino Hazard Comics Vol. 1" foi publicada pela editora Dinoleta em 2021. A história foi desenhada pelo quadrinista mineiro Márcio L. Castro e pela Produtora Thaís Lôbo, e contou com a consultoria de Tito Aureliano, Aline Ghilardi e Pietra Michelletti.

## Lista de espécies do livro
A lista de espécies de dinossauros presentes no livro  são:
- Amazonssauro
- Carcarodontossauro
- Iguanodontídeo
- Irritator
- Mirischia
- Oxalaia
- Ornitópode pequeno (bípede)
- Pequenos dinossauros arborícolas ainda desconhecidos pela ciência nacional
- Santanaraptor
- Titanossauros (vários tipos)

A lista de espécies de pterossauros presentes no livro da são:
- Anhanguera
- Pequeno pterodactiloide cavernícola desconhecido pela ciência moderna
- Tropeognathus
- Tupandactylus
- Tupuxuara

A lista de espécies de crocodilos (Crocodyliformes) extintos presentes no livro são:
- Araripesuchus
- Candidodon
- Eucrocodylia aquático

A lista de espécies de répteis marinhos extintos presentes no livro da são:
- Plesiossauro polycotylídeo

A lista de espécies de mamíferos extintos presentes no livro são:
- Pequenos multituberculados ainda desconhecidos pela ciência brasileira

A lista de espécies de artrópodes extintos presentes no livro são:
- Amblipígio